# بيتر أندرسن
بيتر أندرسن (بالنرويجية البوكمول: Petter Andersen)‏ هو متزلج سريع نرويجي، ولد في 2 يناير 1974 في أوسلو في النرويج.

## وصلات خارجية
- بيتر أندرسن على موقع SpeedSkatingBase.eu (الإنجليزية)
- بيتر أندرسن على موقع SpeedSkatingNews.info (الإنجليزية)
- بيتر أندرسن على موقع SpeedSkatingStats.com (الإنجليزية)
- بيتر أندرسن على موقع اللجنة الأولمبية الدولية (الإنجليزية)
- بيتر أندرسن على موقع أوليمبيديا (الإنجليزية)